# Falcón
Statul Falcón (spaniolă Estado Falcón) este unul dintre cele 23 de state (spaniolă estados) din care este format statul Venezuela. Statul Falcon poartă acest nume în cinstea celui de-al 14-lea președinte al Venezuelei, Juan Crisóstomo Falcón (1820–1870).
Capitala statului se află la Coro. Statul are o suprafață de aproximativ 24.800 km² și o populație estimată la 950.057 . Peninsula Paraguaná se leagă de restul statului prin Istmul Médanos, care are o lățime de 4-6 km și o lungime de 27 km.
În statul Falcon se află patru parcuri naționale:
- Parcul Național Médanos de Coro,
- Cueva de la Quebrada del Toro,
- Parcul Național Morrocoy, și
- Parcul Național Juan Crisóstomo Falcón.

## Diviziune politico-administrativă
Statul are 25 județe (municipii) și 70 districte administrative. Principalele orașe sunt: Punto Fijo, Puerto Cumarebo și Santa Cruz de Los Taques